# Ндагосо, Мэтью Ман-осо
Мэтью Ман-осо Ндагосо (Matthew Man-oso Ndagoso, 3 января 1960 года, Нигерия) — католический прелат, епископ Майдугури с 6 февраля 2003 года по 16 ноября 2011 год, архиепископ Кадуны с 16 ноября 2011 года.

## Биография
4 октября 1986 года Мэтью Ман-осо Ндагосо был рукоположён в священника, после чего служил в различных приходах епархии Йолы.
6 февраля 2003 года Римский папа Иоанн Павел II назначил Мэтью Ман-осо Ндагосо епископом Майдугури. 1 мая 2003 года состоялось рукоположение Мэтью Ман-осо Ндагосо в епископа, которое совершил апостольский викарий Кано епископ Патрик Фрэнсис Шихан в сослужении с епископом Йолы Кристофером Шаманом Аббой и епископом Майдугури Сенаном Луисом Одоннеллом.
16 ноября 2007 года Римский папа Бенедикт XVI назначил Мэтью Ман-осо Ндагосо архиепископом Кадуны.